# パット・サイキ
パトリシア・ハツエ・サイキ（英語: Patricia Hatsue Saiki, née Fukuda、旧姓：フクダ、日本名：佐伯 ハツエ〈さいき はつえ〉、1930年5月28日 - ）は、アメリカ合衆国の政治家。日系アメリカ人3世。「パット」は「パトリシア」の短縮形である。ハワイ州選出連邦下院議員を2期務め、その後ジョージ・H・W・ブッシュ政権で第17代中小企業庁局長を務めた。

## 来歴
1930年5月28日にハワイ準州ヒロの日系人の家庭で、3人姉妹の長女として誕生した。両親は共に日系2世で、祖父母はサトウキビ畑で働いていたという。父のカズオはハワイの5大財閥の1つであるアムファック・ハワイでセールスマンとして働いており、母は針子をしていた。1948年にヒロ高校を卒業後にハワイ大学に進学し、教養学士を得た。1954年に産婦人科医のスタンリー・サイキと結婚し、5人の子供をもうけた。
大学卒業後は学校教師を目指し、体育・保険・歴史などを教えた。パットは教師として働くうちに公立学校の教員の勤務内容や待遇に疑問を持つようになり、ハワイ政府職員協会の協力の元でハワイ州初の大規模な教職員組合を組織した。パットは組合の設立が政治に関わるきっかけになったとインタビューで語っている。
1968年に共和党に入党し、同年開催されたハワイ州憲法制定会議に参加、同年のハワイ州下院議員選挙に出馬・当選した。州下院議員として女性差別的だった州法の改正を目指し、28件提出した法案のうち26件を成立させた。さらに、ハワイ州の平等権修正条項(ERA)の批准を主導した結果、1972年3月22日にハワイ州はERAを批准した。これは全米50州の中で最も早いものであった。1974年にハワイ州上院議員選挙に出馬して当選。2期8年の任期を勤め上げ、1982年には副知事候補としてハワイ州知事選挙に出馬するも落選した。以後共和党の党議長として党勢力の拡大に務めた。
1986年の連邦下院議員選挙でハワイ州第1選挙区から立候補し、当選を果たした。パットはハワイ州成立以降初の共和党の連邦下院議員で、2人目の女性下院議員であった。1990年、友人でもあったブッシュに勧められ、連邦上院議員選挙に出馬するも落選した。議会引退後、パットは中小企業庁の局長を2年間務め、1994年の州知事選挙に立候補したが、またしても落選した。以後も共和党の長老として活動し、2014年から2015年までハワイ共和党の委員長も務めた。